# 洛塔尔·豪泽
洛塔尔·豪泽（德語：Lothar Hause，1955年10月22日—），德国男子足球运动员，司职后卫。他曾代表东德国奥队参加1980年夏季奥林匹克运动会足球比赛，获得一枚银牌。